# Estación de Acaponeta
Acaponeta fue una estación de trenes que se encuentra en Acaponeta, Nayarit. La estación fue construida en 1910.

## Historia
La estación fue edificada en una fracción de los terrenos adquiridos en propiedad gracias a escrituras del 20 de julio de 1910, por la Southern Pacific Railroad de Mexico, del ayuntamiento de Acaponeta y de los dueños de solares a censo en el fundo legal de esa villa, que ya ocupaba la vía de Guaymas a Guadalajara. En 1918 estaba construida la línea desde Nogales hasta La Quemada.